# Bill Tuiloma
Bill Poni Tuiloma (* 27. März 1995 in Ōtāhuhu) ist ein neuseeländisch-samoanischer Fußballspieler. Er ist auf dem Spielfeld in der Abwehr beheimatet und führt diese Rolle dort als Innenverteidiger aus.

## Karriere

### Verein
Im Jar 2011 wechselte er von Birkenhead United zum Asia-Pacific FA und danach weiter zu Waitakere United, nur um dann Anfang 2012 wieder zurück zu Birkenhead zu wechseln. Zur Saison 2013/14 zog es ihn nach Frankreich, wo er nun in der B-Mannschaft von Olympique Marseille unter kam. Zur Spielzeit 2015/16 rückte er hiervon auch fest in den Kader der ersten Mannschaft auf. Mit seiner Einwechslung beim 1:1 gegen Stade Rennes in der Ligue 1 am 7. Februar 2015 wurde er bereits zuvor zum ersten neuseeländischen Spieler im französischen Oberhaus. Da er für Marseille keine weiteren Einsätze bekam, wurde er im August 2015 dann an Racing Straßburg verliehen, wo er für den Rest der Saison auflief.
Nach einer weiteren Spielzeit 2016/17 ohne Einsatz wechselte er schließlich ablösefrei in die USA, zum MLS-Franchise Portland Timbers. Hier kam er zwar zuerst nur für die Zweitvertretung zum Einsatz, etablierte sich aber bereits ab der Saison 2018 zum Stammspieler.
Im Februar 2023 endete dann eine Zeit bei den Timbers und er ging für eine Ablöse von 750.000 € weiter nach Charlotte.

### Nationalmannschaft
Seinen ersten Einsatz im Dress der neuseeländischen A-Nationalmannschaft hatte er am 15. Oktober 2013, wo er bei einem 0:0-Freundschaftsspiel gegen Trinidad und Tobago zur zweiten Halbzeit für Leo Bertos eingewechselt wurde. Danach nahm er auch noch am interkontinentalen Playoff-Spiel gegen Mexiko in der Qualifikation für die Weltmeisterschaft 2014, welches er mit seiner Mannschaft mit 4:2 verlor. In den nächsten Jahren folgten dann weitere Freundschaftsspiele sowie später auch ein paar Spiele der Qualifikation für die Weltmeisterschaft 2018. Als Teil davon nahm er dann auch mit seiner Mannschaft an der finale Runde um die Ozeanienmeisterschaft 2016 teil, welche er schlussendlich auch gewann.
So wurde er auch in den Kader beim FIFA-Konföderationen-Pokal 2017 berufen, wo er auch in jedem Gruppenspiel eingesetzt wurde.
Anfang 2022 wurde er auch in der Qualifikation für die Weltmeisterschaft 2022 eingesetzt, dort schaffte er es mit seinem Team bis ins Interkontinentale-Playoff, wo man dann aber Costa Rica mit 0:1 unterlag.